# Mosquée maure de Kapurthala
La Mosquée maure est une mosquée située à Kapurthala en Inde, dans l'État du Pendjab.
Elle est modelée sur les lignes de la Koutoubia de Marrakech, au Maroc, et a été commandée par Maharaja Jagatjit Singh, le dernier souverain de Kapurthala. La ville de Kapurthala était alors la capitale de la principauté de Kapurthala, connue sous le nom de « Paris du Pendjab » et la mosquée était considérée comme l'une des meilleures d'Asie du Sud-Est. 
Elle est un monument national protégé par l'Archaeological Survey of India.

## Gallery

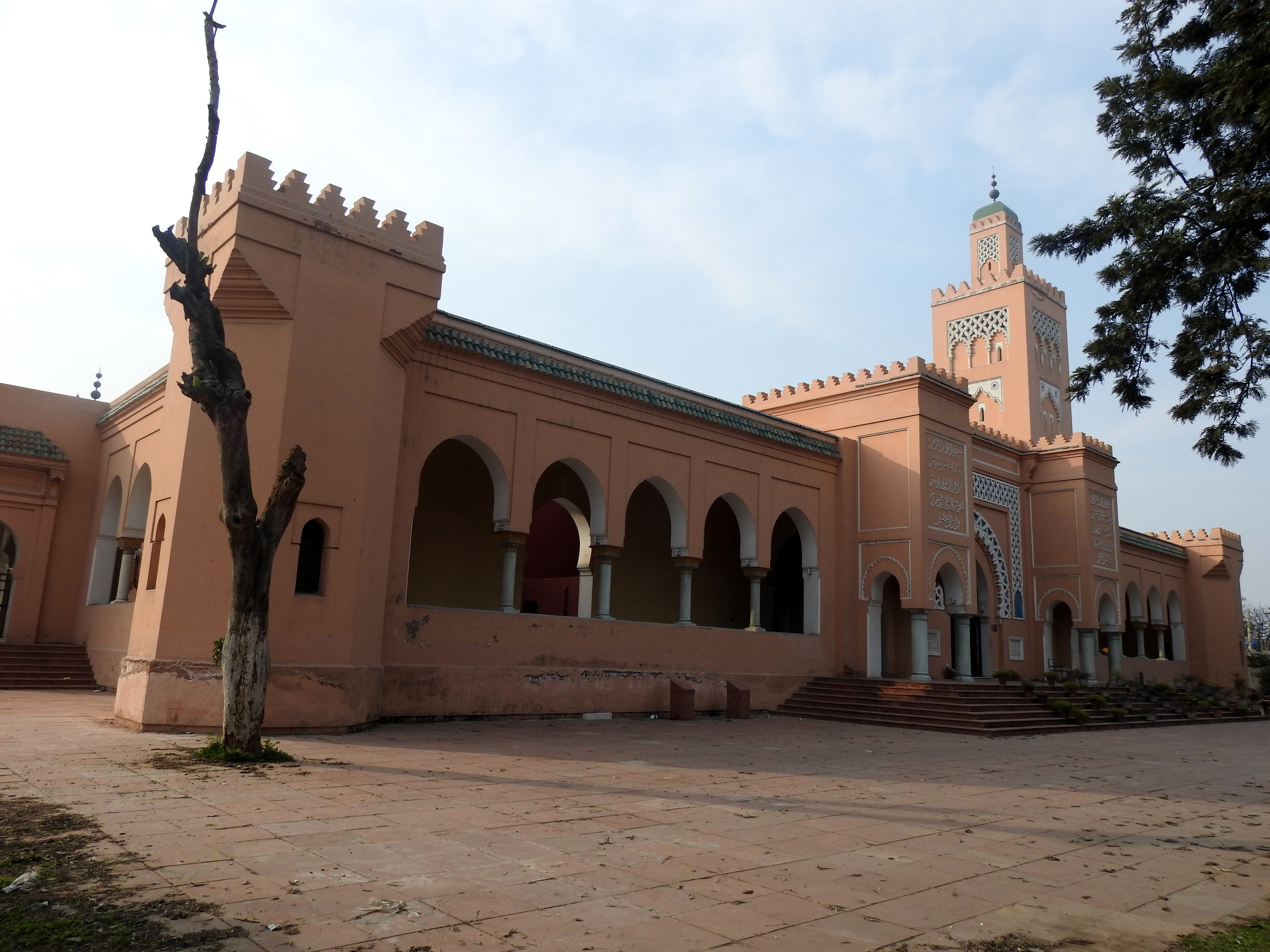
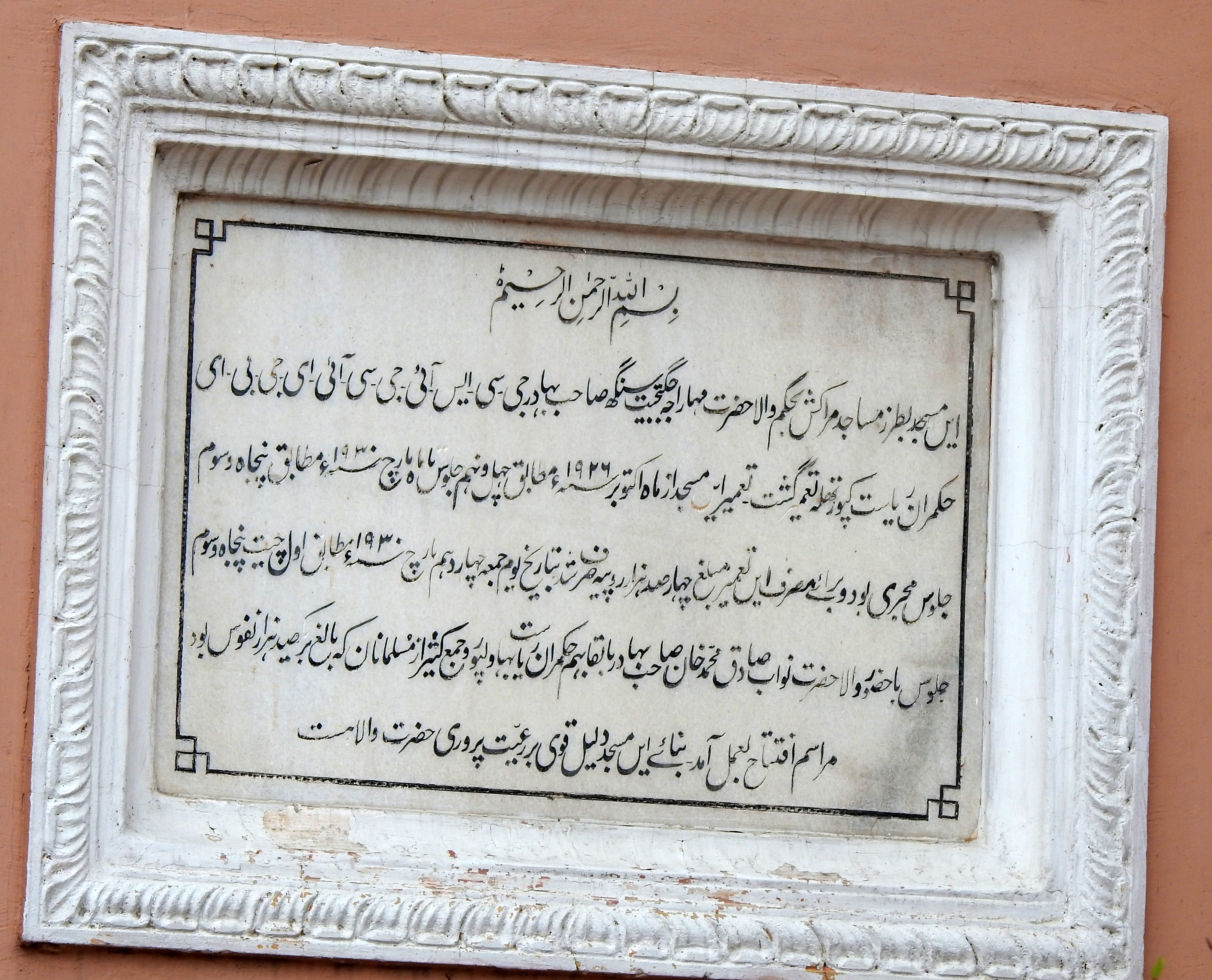
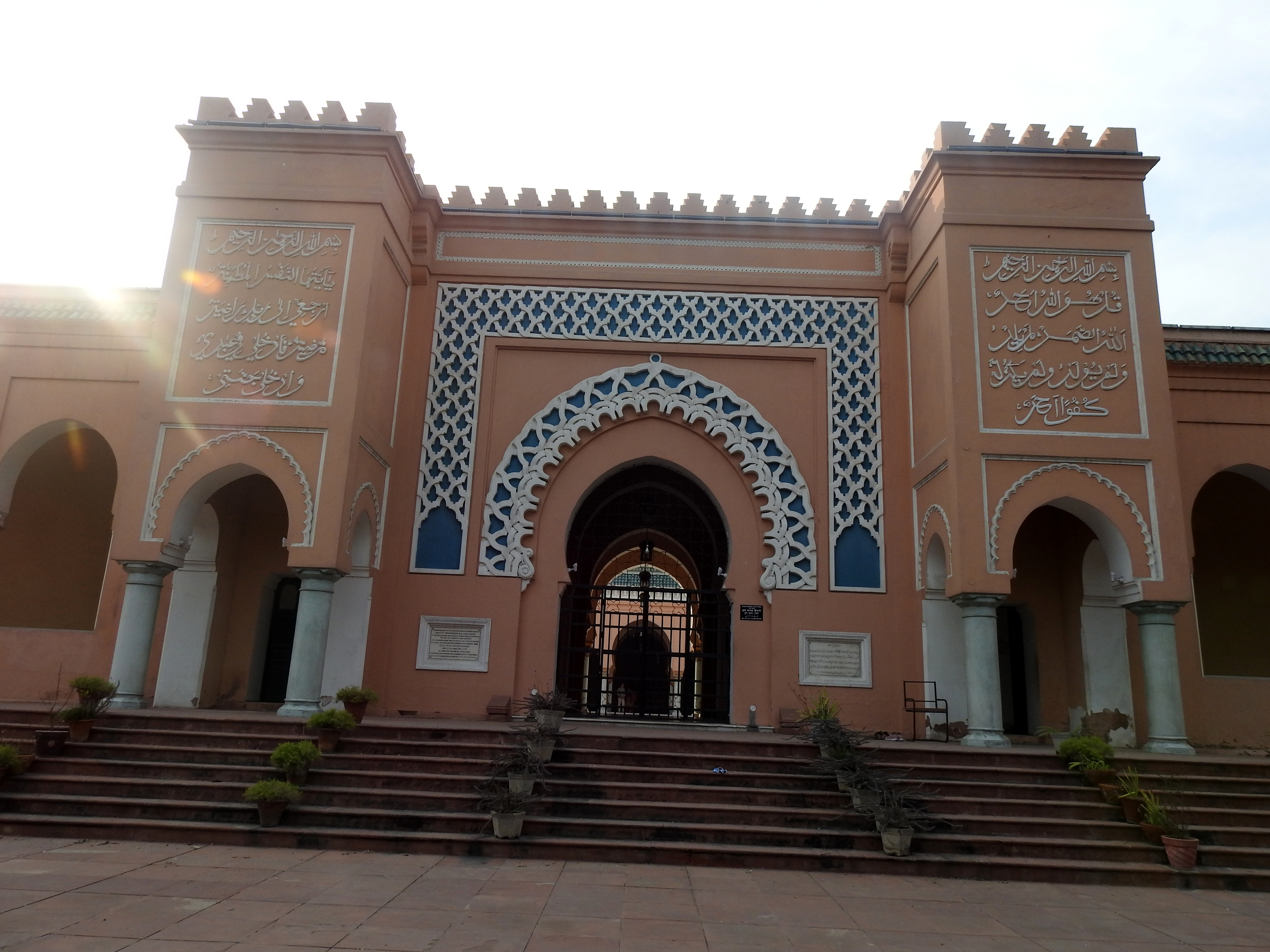
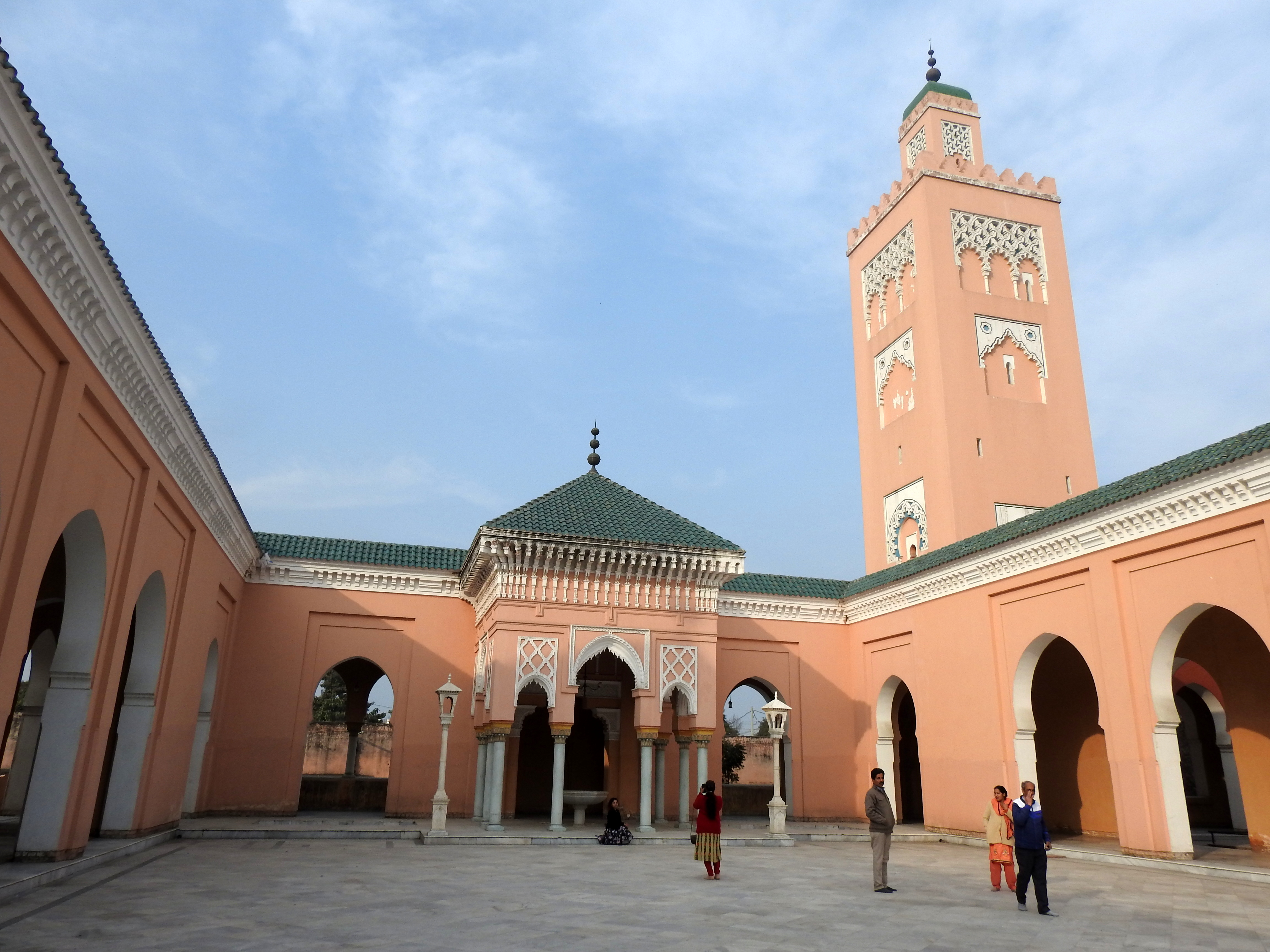
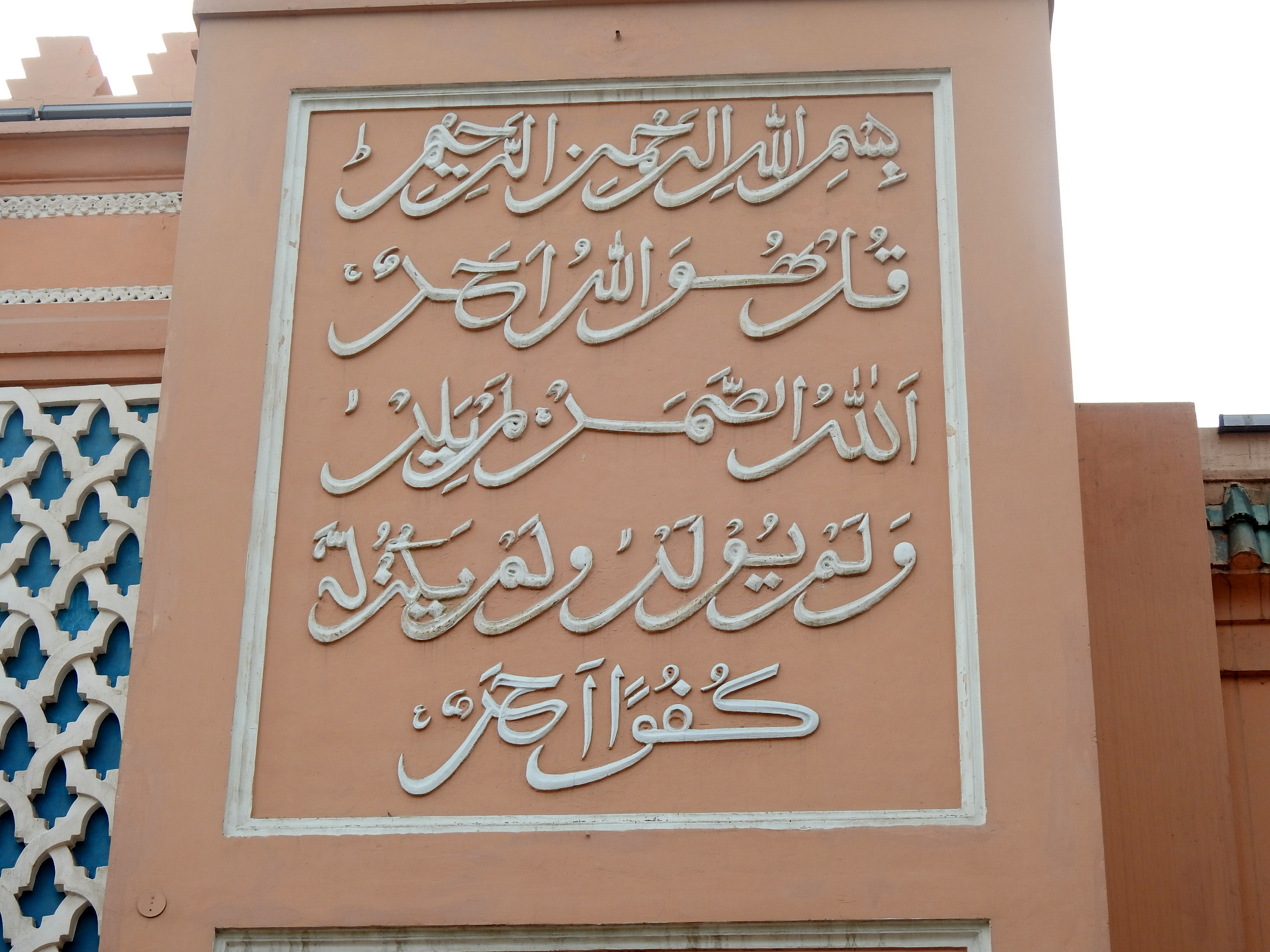
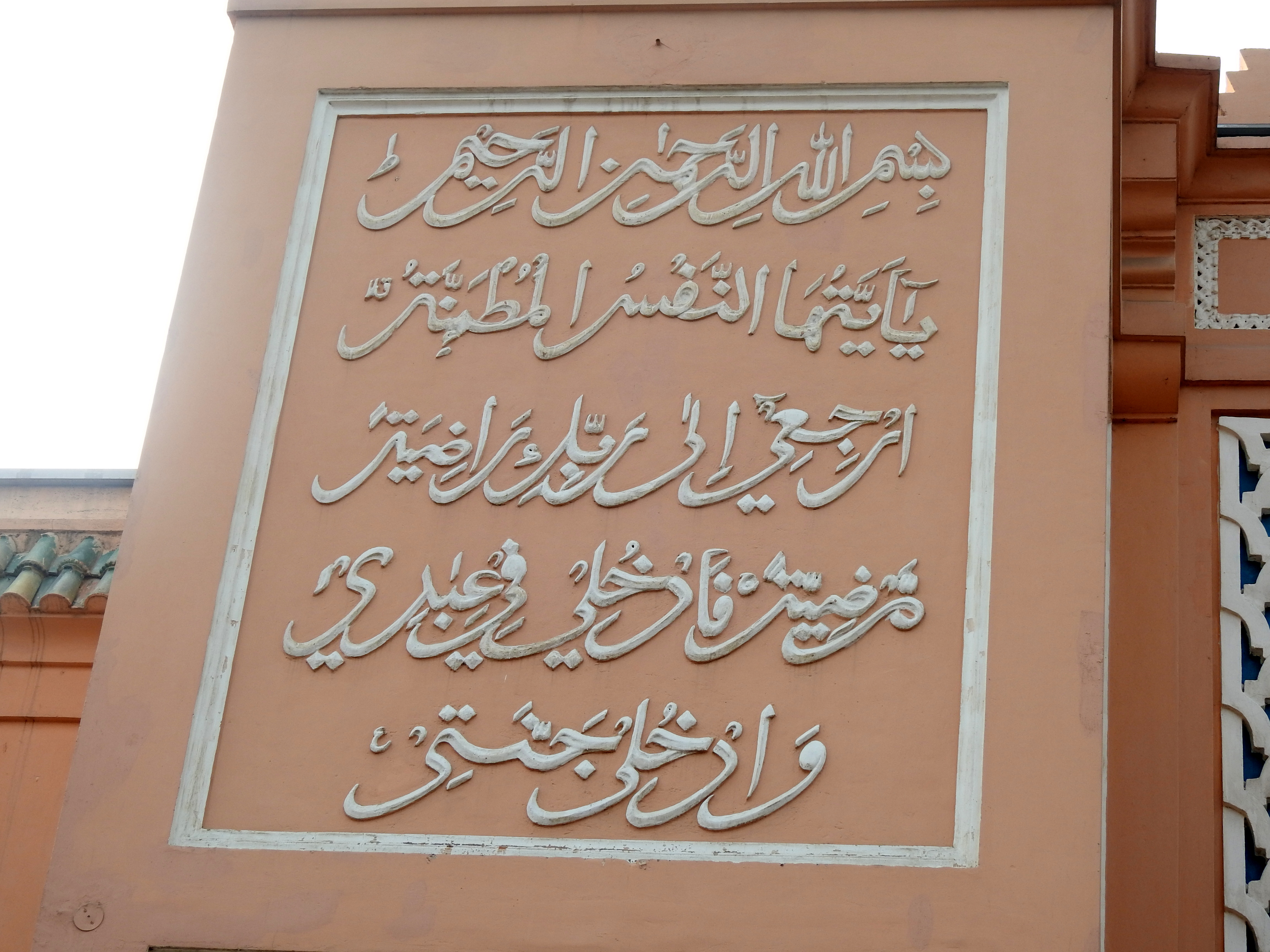